# Chiến dịch phản công Belgorod–Kharkov
Chiến dịch phản công Belgorod–Kharkov là một chuỗi các hoạt động quân sự lớn do hai phương diện quân Voronezh và Thảo nguyên của Quân đội Liên Xô làm chủ lực, có sự hỗ trợ của Phương diện quân Tây Nam, thực hiện các đòn phản công vào cánh Bắc của Cụm tập đoàn quân Nam (Đức). Diễn ra từ ngày 12 tháng 7 đến ngày 23 tháng 8 năm 1943 ngay sau khi cuộc tấn công của quân đội Đức Quốc xã tại mặt Nam của vòng cung Kursk thất bại, chiến dịch này còn được lịch sử cuộc Chiến tranh vệ quốc vĩ đại ghi lại dưới cái tên Chiến dịch Thống soái Rumyantsev (операция "Полководец Румянцев").
Chiến dịch gồm ba giai đoạn chính:
- Giai đoạn 1: Diễn ra từ ngày 12 đến ngày 19 tháng 7 với địa bàn hoạt động chủ yếu nằm tại bên trong vòng cung Kursk, ở những nơi mà Cụm tập đoàn quân Nam của quân đội Đức Quốc xã đã lấn vào trong giai đoạn đầu của Trận Kursk. Giai đoạn này kết thúc bằng việc Quân đội Liên Xô đẩy lùi quân đội Đức Quốc xã khỏi vòng cung Kursk và khôi phục lại hình thế chung của tuyến mặt trận như trước ngày 5 tháng 7 năm 1943.
- Giai đoạn 2: Từ ngày 3 tháng 8 đến ngày 16 tháng 8, Quân đội Liên Xô tấn công trên toàn tuyến, đẩy lùi các Tập đoàn quân của cụm tập đoàn quân Nam về phia Tây, Tây Nam và Nam từ 100 đến 140 km, đánh chiếm Belgorod, Grayvoron, Trostianets, Zolochev, Bogodukhov, Aktyrka và Chuguiev, bao vây thành phố Kharkov ở phía nam và áp sát thành phố Sumy ở phía tây. Ba sư đoàn xe tăng và một sư đoàn cơ giới Đức Quốc xã tổ chức cuộc phản công lớn vào cánh phải của Phương diện quân Voronezh nhưng đã bị ba tập đoàn quân Liên Xô chặn lại.
- Giai đoạn 3: Từ ngày 12 đến ngày 23 tháng 8, quân đội Liên Xô tiếp tục tấn công, phía tây tiến ra tuyến Sumy, Lebedin, Gadyach; phía đông đánh chiếm Kharkov ngày 23 tháng 8. Quân đội Đức Quốc xã phản công lấy lại Aktyrka, đẩy lùi Tập đoàn quân 27 (Liên Xô) về Marla (???), Tập đoàn quân xe tăng 1 (Liên Xô) cũng bị đánh bật trở lại Olshany. Phương diện quân Tây Nam vượt sông Bắc Donets ngày 13 tháng 8, đánh chiếm Zmiev. Thế trận tiếp tục chuyển biến về phía tây khi quân đội Liên Xô mở tiếp Trận đánh sông Dnepr, thu hồi toàn bộ vùng tả ngạn Ukraina và tiến ra tuyến sông Dniepr.

Là một phần của Trận Kursk, Chiến dịch phản công Belgorod–Kharkov khoét sâu thêm vào những tổn thất của quân đội Đức Quốc xã trong trận này. Tuy nhiên, quân đội Liên Xô đã không thực hiện được các trận bao vây, tiêu diệt lớn đối với cánh Bắc của Cụm tập đoàn quân Nam (Đức) vốn đã suy yếu. Các cuộc phản kích của các sư đoàn xe tăng Đức đã chặn được đà tấn công của Quân đội Liên Xô, tạo điều kiện cho Cụm tập đoàn quân Nam Đức rút được một phần cơ bản lực lượng xe tăng về thiết lập phòng tuyến sông Dniepr mà người Đức gọi là "Chiến lũy phía đông".

## Bối cảnh
Sau khi chặn đứng các mũi tấn công của quân Đức trong Trận Kursk, các phương diện quân ở hướng trung tâm và hướng Nam mặt trận Xô-Đức đã nhanh chóng mở một loạt các chiến dịch phản công ở Smolensk, Donbas, Novgorod, Mginsk (phía nam Hồ Ladoga), Melitopol... Các cuộc phản công tại hai mặt Nam và Bắc của chỗ lồi Kursk được tiến hành ngay sau khi quân đội Liên Xô chặn đứng quân đội Đức Quốc xã tại Ponyri và Prokhorovka nhằm đẩy quân phát xít Đức ra khỏi khu vực. Ở mặt Nam, ngày 3 tháng 8 năm 1943, Quân đội Liên Xô tiến hành chiến dịch Nguyên soái Rumyantsev với mục tiêu là hai thành phố Belgorod và Kharkov. Cuộc phản công diễn ra trong điều kiện quân đội hai bên, đặc biệt là lực lượng xe tăng - thiết giáp đều chịu nhiều thiệt hại nặng nề trong các trận đánh xe tăng có mật độ và quy mô lớn nhất trong chiến tranh thế giới thứ hai. Ưu thế về lực lượng dự bị đã đem lại cho quân đội Liên Xô một sức mạnh mới. Trong khi đó, quân đội Đức Quốc xã bị tấn công trên khắp các mặt trận chỉ còn trông chờ vào những lực lượng được rút từ nước Đức và Tây Âu. Tuy nhiên, cuộc đổ bộ của quân đồng minh Hoa Kỳ và Anh lên Sicilia đã làm cho Bộ chỉ huy tối cao Đức không dám đưa những lực lượng dự bị lớn sang mặt trận phía đông như hồi đầu mùa hè năm 1943. Quân đội Đức Quốc xã chỉ còn trông chờ vào việc rút các lực lượng xe tăng - thiết giáp còn lại ra khỏi các trận tao ngộ chiến để điều đến những hướng bị uy hiếp và vá víu những lỗ hổng trên các tuyến phòng thủ.

## Binh lực và kế hoạch

### Quân đội Liên Xô

#### Binh lực
- Phương diện quân Voronezh do đại tướng N. F. Vatutin làm tư lệnh, trong biên chế có:
  - Tập đoàn quân 38 do thượng tướng N. E. Chibisov chỉ huy gồm các quân đoàn bộ binh cận vệ 17, 21, 74 và sư đoàn bộ binh độc lập 125; các trung đoàn cơ giới cận vệ 7 và 9; sư đoàn pháo binh 13; các trung đoàn pháo binh cận vệ 24 và 76; các trung đoàn pháo chống tăng 805, 315 316 và 222; các trung đoàn pháo phản lực 1076, 1593, 1663 và 1689; các trung đoàn súng cối 3, 491 và 314; sư đoàn phòng không 21 và trung đoàn phòng không độc lập 1288.
  - Tập đoàn quân 40 do thượng tướng K. S. Moskalenko chỉ huy gồm các quân đoàn bộ binh 50, 51, Lữ đoàn bộ binh Tiệp Khắc 1, lữ đoàn pháo tự hành 33; sư đoàn pháo binh 33, các lữ đoàn pháo binh cận vệ 4 và 8, các trung đoàn pháo binh 25 và 317; các lữ đoàn pháo chống tăng 16 và 328, các trung đoàn pháo phản lực 1666 và 1667, các trung đoàn súng cối 9, 10 và 493; sư đoàn phòng không 9.
  - Tập đoàn quân xe tăng 1 do trung tướng M. E. Katukov chỉ huy, gồm các quân đoàn xe tăng 6, 31 và Quân đoàn cơ giới 3.
  - Tập đoàn quân cận vệ 6 của tướng I. M. Chistyakov gồm các quân đoàn bộ binh cận vệ 22, 23; Quân đoàn cơ giới 8 (nâng cấp từ Lữ đoàn xe tăng cận vệ 38); các trung đoàn cơ giới cận vệ 3, 27 và 30; các sư đoàn pháo binh 20, 27 và sư đoàn súng cối cận vệ 19.
  - Tập đoàn quân cận vệ 4 do thượng tướng G. I. Kulik chỉ huy, gồm các quân đoàn bộ binh cận vệ 20 và 21; quân đoàn xe tăng cận vệ 3; các sư đoàn pháo binh 33 và 452, sư đoàn súng cối 466 và sư đoàn phòng không 27.
  - Tập đoàn quân 27 do tướng S. G. Trofimenko chỉ huy, trong biên chế có quân đoàn bộ binh 47, các sư đoàn bộ binh 206, 309 và 337; các sư đoàn pháo binh 480, 680, sư đoàn súng cối 492, sư đoàn phòng không 249, trung đoàn pháo phản lực 1672.
  - Tập đoàn quân không quân 2.
- Phương diện quân Thảo nguyên do thượng tướng I. S. Koniev làm tư lệnh, trong biên chế có:
  - Tập đoàn quân 47 do trung tướng P. P. Korzun chỉ huy, gồm các quân đoàn bộ binh 102, 106 và 120; Sư đoàn pháo binh 123; Sư đoàn súng cối 460 và sư đoàn phòng không 488.
  - Tập đoàn quân xe tăng cận vệ 5 do thượng tướng P. A. Rotmistrov chỉ huy, gồm các quân đoàn xe tăng 10, 18, 29 và quân đoàn cơ giới cận vệ 5.
  - Tập đoàn quân 53 do tướng M. I. Managarov chỉ huy, gồm các quân đoàn bộ binh 48 và 75, Quân đoàn kỵ binh cận vệ 7, các lữ đoàn bộ binh độc lập 63 và 122; các sư đoàn pháo binh 16 và 31, các trung đoàn pháo phản lực 1316 và 1328, các trung đoàn súng cối cận vệ 89, 96; các trung đoàn súng cối 232 và 461; sư đoàn phòng không 30.
  - Tập đoàn quân cận vệ 5 của tướng A. S. Zhadov gồm Quân đoàn xe tăng 2 và các quân đoàn bộ binh cận vệ 32, 33; 1 sư đoàn pháo binh, 2 trung đoàn sung cối, 1 lữ đoàn pháo chống tăng, 2 trung đoàn phòng không.
  - Tập đoàn quân cận vệ 7 do tướng M. S. Sumilov chỉ huy gồm các quân đoàn bộ binh cận vệ 24 và 25, các sư đoàn bộ binh độc lập 3 và 303; lữ đoàn xe tăng 27; sư đoàn pháo binh 11, sư đoàn pháo binh cận vệ 161, các trung đoàn pháo phản lực 1661 và 1669, các trung đoàn súng cối cận vệ 114 và 115; sư đoàn phòng không 5.
  - Tập đoàn quân 69 do tướng V. D. Kryuchenkin chỉ huy gồm Quân đoàn cơ giới cận vệ 1, Quân đoàn bộ binh cận vệ 31 và Quân đoàn bộ binh 67; các sư đoàn pháo binh 22 và 68; sư đoàn súng cối 256 và sư đoàn phòng không 294.
  - Tập đoàn quân không quân 5.
- Phương diện quân Tây Nam do thượng tướng R. Ya. Malinovsky làm tư lệnh, huy động một tập đoàn quân tham gia chiến dịch theo kế hoạch của Bộ Tổng tư lệnh Liên Xô:
  - Tập đoàn quân 57 do trung tướng N. A. Gagen chỉ huy, gồm các quân đoàn bộ binh 49, 64 và 68; sư đoàn bộ binh độc lập 53; các sư đoàn pháo binh 374 và 595; sư đoàn súng cối 523; lữ đoàn pháo chống tăng cận vệ 80; các lữ đoàn phòng không 71, 227, 258; lữ đoàn xe tăng 96.

#### Kế hoạch
Ý đồ của Bộ Tổng tư lệnh quân đội Liên Xô là nhân lúc Cụm tập đoàn quân Nam Đức đang rút lui sau những thiệt hại trong "Chiến dịch Thành Trì", cần phát động ngay các cuộc phản công quy mô lớn, đẩy quân Đức về phía tây và Tây Nam. Trong hai hướng tấn công chính ở phía nam vòng cung Kursk, hướng Tây bị loại bỏ vì các tập đoàn quân 38, 60, 65 và 70 (Liên Xô) đang phòng ngự trên chính diện Sevsk - Sumy không chiếm ưu thế về binh lực so với Tập đoàn quân 2 (Đức). Việc chuyển các đơn vị đột kích mạnh (chủ yếu là xe tăng) đến hướng này mất nhiều thời gian và công sức. Điểm quan trọng nhất là tấn công từ một chỗ lồi như Kursk rất dễ gặp phải đòn phản kích mạnh của quân đội Đức Quốc xã từ hai bên sườn như đã từng xảy ra đối Phương diện quân Tây Nam tại Chiến dịch Barvenkovo-Lozovaya hồi mùa hè năm 1942. Hướng Belgorod - Kharkov an toàn hơn nhưng ở đây lại có các đơn vị xe tăng mạnh của cánh Nam cụm Tập đoàn quân Nam mới được kéo lên tăng cường và một số sư đoàn Đức được điều từ lực lượng dự bị đến. Do đó, cần huy động ít nhất 2 tập đoàn quân xe tăng đột kích theo cách chia cắt các cụm phòng ngự của quân Đức thành từng cụm, sau đó mới đánh bại từng cụm một để mở đường đến Kharkov.
Những đơn vị quân đội Liên Xô đã bị tổn thất trong chiến đấu đã được phục hồi sức mạnh nhờ sự tăng viện từ hậu phương của họ. Tập đoàn quân 69 được bổ sung hơn 20.000 người, các tập đoàn quân 53 và cận vệ 7 được bổ sung khoảng 15.000 người. Tập đoàn quân xe tăng 1 và Tập đoàn quân xe tăng cận vệ 5 được bổ sung 200 xe tăng T-34, 100 xe tăng T-70, 35 xe tăng KV. Hai trung đoàn pháo tự hành cũng được bổ sung cho hai tập đoàn quân xe tăng, mỗi tập đoàn quân được 1 trung đoàn. Các tập đoàn quân không quân 2 và 5 cũng được bổ sung 90 máy bay tiêm kích Yak-3, Yak-9 và La-5, 40 máy bay ném bom Pe-2 và 60 máy bay cường kích IL-2. Mật độ hỏa lực trên các hướng tấn công chính của các tập đoàn quân xe tăng được nâng lên. Tại địa đoạn Godmishevo - Vorskla với chiều rộng chỉ 20 km đã có 230 khẩu pháo và súng cối mỗi cây số cùng 70 xe tăng mỗi cây số chính diện đột phá.

### Quân đội Đức Quốc xã

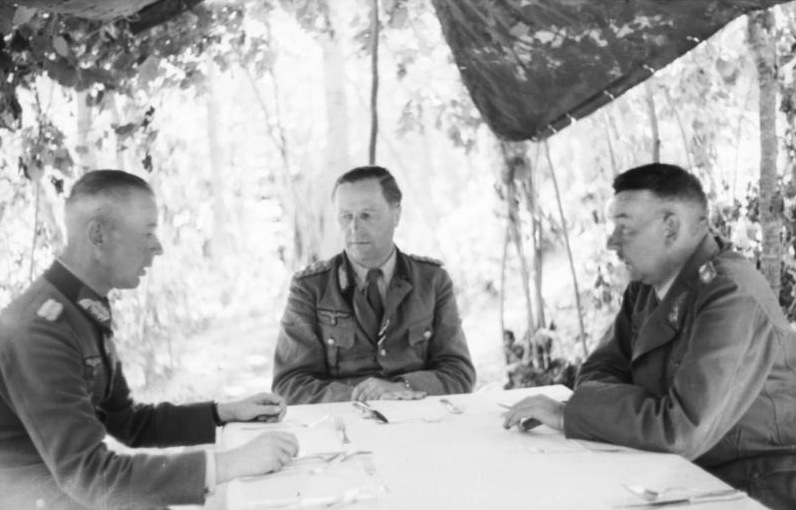
Thượng tướng Werner Kempf, Tư lệnh cụm tác chiến Kemf (phải), trung tướng Hermann Breith, Tư lệnh Quân đoàn xe tăng 3 (giữa) nghe báo cáo của thiếu tướng Walter Chales de Beaulieu, Tư lệnh sư đoàn 168 (trái). Kharkov, 1943

#### Binh lực
Mặc dù bị sứt mẻ một lực lượng xe tăng lớn trong các cuộc tấn công vào chính diện phía nam của vòng cung Kursk nhưng Cụm tập đoàn quân Nam (Đức) vẫn nắm trong tay một lực lượng phòng thủ khá mạnh do chuyển giao các lực lượng mạnh từ Tập đoàn quân xe tăng 1 và Cụm tác chiến Hollidt tăng cường cho Tập đoàn quân xe tăng 4 và cụm tác chiến "Kemf". Trong chiến dịch, những lực lượng được điều lên phía bắc có Sư đoàn cơ giới SS "Wiking" (từ Tập đoàn quân xe tăng 1), Quân đoàn xe tăng 24 (từ Cụm tác chiến Hollidt). Đổi lại, Tập đoàn quân xe tăng 1 nhận được từ Tập đoàn quân xe tăng 4: Quân đoàn bộ binh 52 (quân đoàn Hannover) của tướng Eugen Ott còn lại các sư đoàn bộ binh 57, 112 và một trung đoàn của sư đoàn bộ binh 255. Các sư đoàn xe tăng đã bị tổn thất trong Chiến dịch Thành trì cũng được củng cố lại thành hai cụm xe tăng đóng ở phía tây và phía nam Kharkov.
- Tập đoàn quân xe tăng 4 của tướng Hermann Hoth, biên chế còn lại gồm:
  - Quân đoàn xe tăng 48 của tướng Otto von Knobelsdorff còn lại Sư đoàn xe tăng 11, một trung đoàn của sư đoàn cơ giới "Großdeutschland", một trung đoàn của sư đoàn bộ binh 176; được chuyển thuộc Sư đoàn xe tăng 19 từ Quân đoàn xe tăng 3.
  - Quân đoàn xe tăng 2 SS còn lại một trung đoàn của sư đoàn xe tăng 2 SS ("Das Reich"), một trung đoàn của sư đoàn xe tăng 3 SS("Totenkopf") và 2 trung đoàn của sư đoàn xe tăng 1 SS ("Adolf Hitler"), cuối chiến dịch được tăng cường sư đoàn cơ giới SS "Wiking" lấy từ Tập đoàn quân xe tăng 1.
- Biên chế bổ sung, thay thế:
  - Quân đoàn xe tăng 24 của tướng Walther Nehring được điều từ Cụm tác chiến Hollidt đến gồm Sư đoàn xe tăng 27, sư đoàn cơ giới 3, các sư đoàn bộ binh 10 và 34.
  - Quân đoàn bộ binh 7 của tướng Ernst-Eberhard Hell được điều từ Tập đoàn quân 2 đến thay thế Quân đoàn cơ giới 57 gồm các sư đoàn bộ binh 68, 75 và 208.
  - Sư đoàn đổ bộ đường không 2 của tướng Bernhard Ramcke.
- Cụm tác chiến Kemf của tướng Werner Kempf (đến ngày 22 tháng 8 được đổi thành Tập đoàn quân 8), biên chế còn lại gồm:
  - Quân đoàn xe tăng 3 của tướng Hermann Breith, còn lại 2 trung đoàn của Sư đoàn xe tăng 6 và sư đoàn bộ binh 168; được bổ sung Sư đoàn xe tăng 14 (tái lập từ lực lượng dự bị), Sư đoàn cơ giới 10 (từ lực lượng dự bị), Sư đoàn bộ binh 376 (tái lập, từ Hà Lan sang).
  - Quân đoàn Raus của tướng Erhard Raus được thay thế hoàn toàn lực lượng gồm trung đoàn còn lại của sư đoàn bộ binh 167 (vốn thuộc Quân đoàn xe tăng 2 SS), Sư đoàn bộ binh 72 (từ tập đoàn quân 9), Sư đoàn bộ binh nhẹ 676 và Sư đoàn cơ giới 5 (từ lực lượng dự bị).
  - Quân đoàn bộ binh 42 của tướng Franz Mattenklott còn lại một trung đoàn của Sư đoàn xe tăng 13, bốn trung đoàn của các sư đoàn bộ binh 355, 381 và một trung đoàn của sư đoàn bộ binh 153.
- Tập đoàn quân không quân 4 của tướng Wolfram von Richthofen còn 796 máy bay.

#### Kế hoạch
Mặc dù đã được tăng viện nhưng Tập đoàn quân xe tăng 4 và cụm tác chiến Kemf (Đức) vẫn không đủ lực lượng để rải ra phòng ngự trên toàn tuyến mặt trận. Áp dụng "chiến thuật con nhím" từ kinh nghiệm Trận Stalingrad, thống chế Erich von Manstein sử dụng các đơn vị bộ binh thiết lập các cụm phòng ngự xung quanh các đô thị, thị trấn, các điểm dân cư và các đầu mối giao thông ở phía đông mặt trận nơi tập trung các binh đoàn đột kích mạnh của cả hai bên. Ông cũng áp dụng chiến thuật phòng ngự theo tuyến ở phía Tây và Đông Nam, nơi mật độ binh lực thưa hơn. Lực lượng mới của Quân đoàn bộ binh 7 phòng thủ địa đoạn từ Krasnopolye đến Laptevka; Quân đoàn xe tăng 3 thiết lập hai cụm phòng ngự ở Borisovka, Tomarovka và cùng với Quân đoàn Raus thiết lập cụm phòng thủ lớn nhất ở Belgorod. Quân đoàn bộ binh 42 thiết lập tuyến phòng ngự từ Nam Belgorod đến Chuguyevsk. Các sư đoàn xe tăng chủ lực đóng ở các cụm phòng ngự phía trong đồng thời làm nhiệm vụ dự bị cơ động. Riêng cụm phòng thủ Kharkov được giao cho Quân đoàn xe tăng 24 đảm nhận.
Lực lượng xe tăng và pháo tự hành của Tập đoàn quân xe tăng 4 và cụm tác chiến Kemf bị tổn thất trong Chiến dịch Thành trì chỉ còn không quá 250 chiếc đã được tăng viện khoảng 350 chiếc của các sư đoàn xe tăng 5, 27, các sư đoàn cơ giới 3 và "Wiking" và một phần dữ trữ chiến lược được chuyển từ Đức sang. Nhưng bấy nhiêu vẫn là chưa đủ để phòng thủ một địa bàn rộng gấp hơn 10 lần diện tích mà gần như cả Tập đoàn quân xe tăng 4 đã tràn vào trong thời gian từ ngày 5 đến 12 tháng 7 tại phía trong vòng cung Kursk. Vì vậy, chiến thuật phòng ngự tại chỗ của các quân đoàn Đức ở tuyến ngoài kết hợp với phòng ngự cơ động bằng xe tăng ở phía trong phụ thuộc rất nhiều vào hoạt động của không quân, đặc biệt là các máy bay cường kích. Ngoài 769 máy bay còn hoạt động được của tập đoàn quân không quân 4 do tướng Wolfram von Richthofen điều hành, thống chế Erich von Manstein còn phải dựa vào Tập đoàn quân không quân 6 của tướng Ritta von Greim. Tuy nhiên, chính tập đoàn quân không quân này cũng đang phải căng lực lượng ra để yểm hộ cho các tập đoàn quân 9 và xe tăng 2 (Đức) ở "chỗ lõm" Oryol. Và đến khi các phương diện quân cánh Nam quân đội Liên Xô mở cuộc tổng phản công tới sông Dniepr và các phương diện quân Liên Xô ở hướng trung tâm mặt trận Xô-Đức mở Chiến dịch Smolensk (1943) ngày 7 tháng 8 thì Tập đoàn quân không quân 6 không còn đủ máy bay để hỗ trợ cho Cụm tập đoàn quân Nam nữa.

## Diễn biến

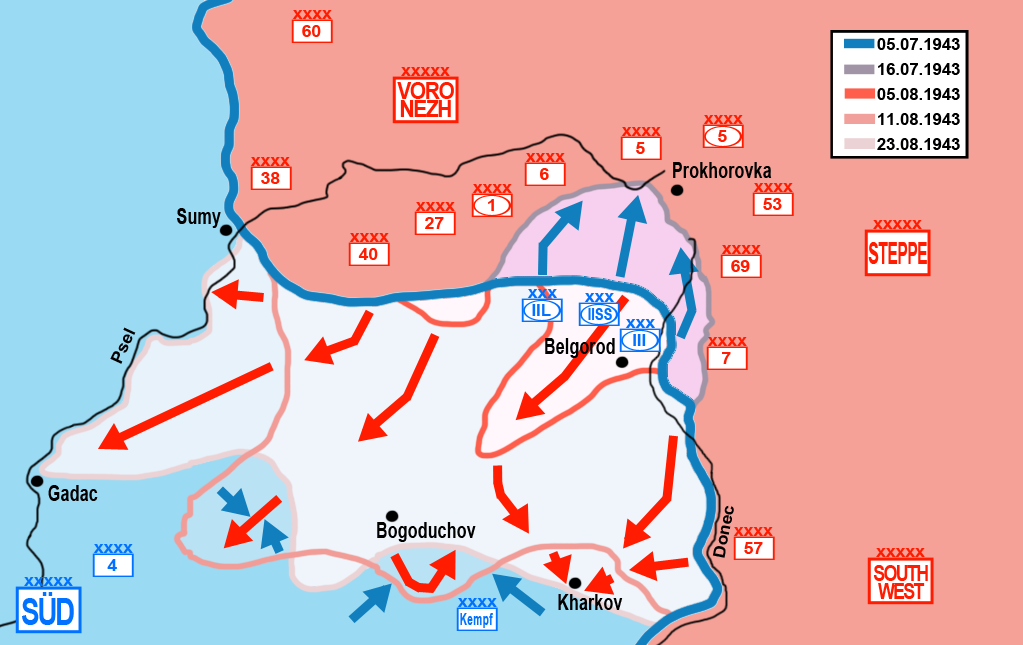
Diễn biến cuộc phản công của quân đội Liên Xô tại cánh Nam của vòng cung Kursk, tháng 8 năm 1943

### Trở về tuyến mặt trận cũ
Sáng 13 tháng 7, trong khi Tập đoàn quân xe tăng 5 chưa thể phục hồi sau trận đấu tăng tại Prokhorovka thì Tập đoàn quân cận vệ 5 đã thay thế họ mở cuộc phản công, truy kích quân Đức đang rút lui khỏi khu vực tả ngạn sông Psyol. Từ sở chỉ huy tập đoàn quân 69, nguyên soái G. K. Zhukov gửi bức điện báo cáo kế hoạch phản công về Đại bản doanh, ông nhận định:
| “                                    | Sau khi xem xét tình hình và những hành động của đối phương và tình hình quân đội của mình, tôi kết luận rằng chúng ta nên mạnh dạn tung ra các trận phản công truy đuổi vào hai bên sườn cụm quân Đức đang rút lui để chiếm được cụm chốt quan trọng trong khu vực Belgorod trước khi quân Đức rút về đó. Sau đó, cần giành một thời gian ngắn nhằm bổ sung lực lượng, củng cố lại các tập đoàn quân để tung tất cả các lực lượng của cả hai mặt trận trong một cuộc phản công quyết định | ” |
| — Konstantinov (bí danh của Zhukov), | |   |

Dù bị thiệt hại lớn về xe tăng nhưng tướng Hermann Hoth không hề có ý định buông xuôi để cuộc rút lui biến thành một cuộc tháo chạy. Tảng sáng ngày 14 tháng 7, Quân đoàn xe tăng 2 SS đã phát động một cuộc tấn công ở phía đông vào Tập đoàn quân 69 (Liên Xô) đang phòng ngự tại khu vực Luchi, Gostischevo, Shakhovo. 19 giờ cùng ngày Sư đoàn xe tăng 2 SS "Adolf Hitler" chiếm Ivanovka (???). Quân đoàn xe tăng 3 của Cụm tác chiến "Kempf" cũng tấn công quân đội Liên Xô từ phía đông. Đến cuối ngày, quân đoàn này thanh toán được mối đe dọa bên sườn Quân đoàn xe tăng 48 (Đức). Đêm 15 tháng 7, phần lớn Quân đoàn xe tăng 48 (Đức) rút khỏi trận địa phía trước Tập đoàn quân 69 (Liên Xô) với sự yểm hộ hai bên sườn của Quân đoàn xe tăng 2 SS và Quân đoàn xe tăng 3. Ngày 16 tháng 7, Tập đoàn quân xe tăng 1 (Liên Xô) đã tiến ra tuyến đầu thay thế cho Tập đoàn quân cận vệ 6 rút về Oboyan để củng cố lại. Tướng Erich von Manstein cũng rút các sư đoàn xe tăng (Đức) đã bị tổn thất ra phía sau.
Ngày 20 tháng 7, Bộ Tổng tư lệnh quân đội Liên Xô lệnh cho Phương diện quân Thảo nguyên rời các phòng tuyến phía trong tiến ra tuyến đầu. Lần lượt các Tập đoàn quân 27 xuất phát từ Livny ngày 20 tháng 7 và đến dải hoạt động của Tập đoàn quân 40 ngày 27 tháng 7. Tập đoàn quân 53 xuất phát từ Gamyshe và Volovo ngày 22 tháng 7 đến Gostishchevo ngày 26 tháng 7. Tập đoàn quân cận vệ 4 xuất phát từ Staryi Veduga ngày 23 tháng 7 đến khu vực Proletarsky ngày 28 tháng 7. Tập đoàn quân 47 rời Olkhovatka ngày 22 tháng 7 đến Zavidovka ngày 28 tháng 7. Sau khi được bổ sung quân số, vũ khí và các phương tiện cần thiết, tích lũy đủ cơ số lương thực, đạn dược và xăng dầu, đến ngày 25 tháng 8, các Tập đoàn quân xe tăng 5, cận vệ 5 và 69 mới xuất phát ra tuyến trước. Ngày 29 tháng 7, Tập đoàn quân không quân 5 cũng di chuyển đến các sân bay dã chiến quanh khu vực Oboyan và Korocha. Trước đó, ngày 23 tháng 7, các tập đoàn quân cận vệ 6, 7 và Tập đoàn quân xe tăng 1 của Phương diện quân Voronezh cũng đã tiến đến tuyến mặt trận trước ngày 5 tháng 7.
Ngày 1 tháng 8, nguyên soái G. K. Zhuykov thống nhất với đại tướng N,. F. Vatutin chọn sở chỉ huy của Tập đoàn quân cận vệ 5 đặt tại Pokrovka làm sở chỉ huy chung của chiến dịch. Trước đó, N. F. Vatutin đã chuyển sở chỉ huy của Phương diện quân Voronezh từ Oboyan đến Pokrovka từ ngày 30 tháng 7. Thượng tướng I. S. Koniev, tư lệnh Phương diện quân Thảo nguyên cũng chuyển sở chỉ huy của mình từ Voronezh đến Korocha ngày 27 tháng 7 nhưng Zhukov cho rằng vị trí này vẫn còn xa các đơn vị của Koniev và yêu cầu chuyển sở chỉ huy Phương diện quân Thảo nguyên đến Melikhovo, cách Belgorod chỉ hơn 20 km về phía đông bắc. Cả hai sở chỉ huy đều cách tiền duyên của mặt trận không quá 15 km. Trong ngày 2 tháng 8, các phương diện quân Liên Xô đều tổ chức trinh sát chiến đấu, các máy bay trinh sát đường không của hai tập đoàn quân không quân 2 và 5 (Liên Xô) cũng thực hiện nhiều phi vụ quan sát, xác định lần cuối cùng các vị trí trọng điểm trên tuyến phòng thủ và các cụm phòng ngự của quân đội Đức Quốc xã để phục vụ cho các trận pháo kích và oanh tạc mở màn cho cuộc phản công.

### Belgorod - Bogodukhov
5 giờ sáng ngày 3 tháng 8, hơn 6.500 khẩu pháo của 7 tập đoàn quân trên tuyến đầu tại phía nam vòng cung Kursk đồng loạt nổ súng. Trận pháo kích kéo dài 3 giờ liền cùng với bốn sư đoàn máy bay ném bom và 2 sư đoàn máy bay cường kích đã thực hiện hơn 1.500 phi vụ oanh tạc toàn bộ trận địa phòng thủ của cánh Bắc Cụm tập đoàn quân Nam (Đức). Các trận ném bom dữ dội nhất được tổ chức vào tất cả các cụm phòng thủ trong chiều tác chiến (trừ Kharkov), các nhà ga và đầu mối giao thông, các cầu cống và các đoạn đường sắt quan trọng. Không quân Đức cũng phản ứng lại bằng các máy bay tiêm kích nhưng lại vấp phải hàng rào tiêm kích dày đặc của đối phương yểm hộ nên chủ yếu tập trung vào không chiến, không thể chế áp các máy bay cường kích và ném bom của không quân Liên Xô.
8 giờ sáng ngày 3 tháng 8, các tập đoàn quân cận vệ 5 và 6 xuất phát tấn công từ Butovo và Gostishchevo. Đến gần trưa, cả hai tập đoàn quân đã đột phá sâu 5 km vào tuyến phòng thủ của Quân đoàn bộ binh 7 (Đức), Lúc 12 giờ, tướng Ernst-Eberhard Hell tung các sư đoàn bộ binh 68 và 75 ra phản kích, cố gắng làm chậm tốc độ tấn công của quân đội Liên Xô để chờ Quân đoàn xe tăng 24 từ phía trong tiến ra tiếp ứng. Phát hiện điểm yếu của khu phòng thủ Tomarovka, nguyên soái G. K. Zhukov hạ lệnh đưa ngay các Tập đoàn quân xe tăng cận vệ 1 và 5 vào cửa đột phá. Hàng đoàn xe tăng Liên Xô triển khai tấn công dọc theo các tuyến sông Vorskla, Bắc Donets và con đường bộ Oboyan - Belgorod. Sau khi phá vỡ tuyến phòng thủ thứ nhất của các sư đoàn bộ binh 68 và 75 tại Tomarovka, Tập đoàn quân xe tăng 1 gặp Sư đoàn xe tăng 11 và Sư đoàn cơ giới 3 (Đức) từ Borisovka kéo lên chặn kích. Đến tối, các lữ đoàn xe tăng 32 (Quân đoàn xe tăng 29) và 110 (Quân đoàn xe tăng 18) đã phá vỡ hàng rào phòng thủ xe tăng của Sư đoàn xe tăng 11 (Đức), cắt đứt đường sắt Tomarovka - Belgorod, tạo ra một hành lang tấn công rất có lợi giữa ba cụm phòng thủ Belgorod, Tomarovka và Borisovka. Đến cuối ngày, Tập đoàn quân xe tăng cận vệ 1 cũng tiến sâu 12 km vào tuyến phòng thủ của quân Đức, mở rộng diện tấn công sang phía tây nam đến Kalininskoye (???) và Kulishovka (???). Chiều 3 tháng 8, các tập đoàn quân cận vệ 5 và 6 đã bao vây Tomarovka. Từ Gostishchevo, Tập đoàn quân 69 có Quân đoàn cơ giới 1 mở đường tấn công dọc theo đường sắt Prokhorovka - Belgorod phối hợp với Tập đoàn quân cận vệ 7 có Lữ đoàn xe tăng 27 đi đầu từ tuyến sông Korocha tấn công Belgorod từ phía đông. Đến cuối ngày đã tiến lên được từ 7 đến 9 km, đánh chiếm các làng Ternovka và Petropavlovka, phía bắc và Đông Belgorod từ 5 đến 8 km.
Đêm mùng 3 rạng ngày 4 tháng 8, Quân đoàn cơ giới 8 bất ngờ đột kích đánh tan một trung đoàn quân Đức tại cứ điểm Domnino (???) và vòng xuống phía nam Tomarovka. Sáng ngày 4 tháng 8, Tập đoàn quân cận vệ 6 đột kích Tomarovka từ phía bắc dọc theo sông Vorskla. Tập đoàn quân cận vệ 5 tấn công từ phía tây, chia cắt Tomarovka với cứ điểm Staraya Glinka. Chiều ngày 4 tháng 8, sư đoàn xe tăng 11 (Đức) phải rút khỏi Tomarovka về Borisovka trong sự truy cản quyết liệt của Quân đoàn cơ giới 8 (Liên Xô). Ở phía bắc Belgorod, Tập đoàn quân 69 đánh chiếm các làng dân cư Oskochnoye (???) và Chyonoye Polyana (???). Cánh phải của Tập đoàn quân cận vệ 7 đã vượt qua được tuyến phòng thủ cứng rắn của Sư đoàn cơ giới 5 (Đức) tại thị trấn Mikhailovskoye (???), vượt sông Bắc Donets, đánh chiếm thị trấn Stary Gorod (???) ở ngoại vi phía đông nam Belgorod. Nhận thấy nguy cơ bị bao vây, đêm mùng 4 tháng 8, tướng Erhard Raus ra lệnh cho các Sư đoàn bộ binh 72, 167 và số quân còn lại của Sư đoàn cơ giới 5 bỏ Belgorod, theo đường sắt và đường bộ rút về Mikoyanovka (???). Sư đoàn bộ binh nhẹ 676 được giao nhiệm vụ cản hậu.
Ngày 5 tháng 8, các tập đoàn quân không quân 4 và 6 (Đức) tổ chức các trận oanh tạc lớn vào tuyến đường bộ Borisovka - Belgorod nơi họ dự kiến hai tập đoàn quân xe tăng Liên Xô sẽ đi qua để tiến về đánh chiếm Belgorod và Borisovka. Tuy nhiên, tướng I. S. Konev ra lệnh cho Tập đoàn quân xe tăng 5 vọt tiến lên phía nam không quay sang Belgorod. Tập đoàn quân xe tăng 1 cũng nhận được mệnh lệnh tương tự từ tướng N. F. Vatutin. Đòn công kích của không quân Đức đã đánh vào chỗ trống. Trong khi đó, tại phía nam Tomarovka, tướng Otto von Knobelsdorff tung Sư đoàn xe tăng 19 ra phản kích và bị Tập đoàn quân xe tăng 1 (Liên Xô) đánh thiệt hại nặng. Các trung đoàn xe tăng 119 và 319 bị xóa sổ, trung đoàn 219 phải lùi về Borisovka. Đến chiều, Tập đoàn quân xe tăng 1 tiếp tục đánh chiếm các điểm dân cư tại Klimov (???), Oleksandrovka Odnorobovka (???) và Gorodok (???). Tập đoàn quân xe tăng 5 đã tiến đến khu vực Vorozhbity (???) và giấu quân trong các cánh rừng phía bắc các làng Schetinovka (???) và Verzunki (???).
Cuộc tấn công của các tập đoàn quân 27 và 40 (Liên Xô) bắt đầu từ 6 giờ sáng trên chính diện 26 km từ Vysoke đến Soldatskoye. Do không bị không quân Đức ngăn cản và tuyến phòng thủ của các sư đoàn bộ binh 75 và 208 (Đức) không mạnh, đến cuối ngày, cả hai tập đoàn quân đã thọc sâu từ 8 đến 16 km, đánh chiếm một loạt các điểm dân cư Staroselye (???), Kosilovo (???), Ivanovskaya Lisitsa, Kazachaya Lisytsa (???) và Nikitskoye (???). Phát huy chiến quả đánh bại Sư đoàn xe tăng 19 (Đức) của Tập đoàn quân xe tăng 1, Tập đoàn quân cận vệ 5 cũng đánh chiếm các làng Striguny, Kulishovka (???), Gomzino (???), Orlovka và Step (???). Trên sườn phải của Tập đoàn quân xe tăng cận vệ 5, Tập đoàn quân cận vệ 6 đã đánh chiếm Tomarovka sau các trận đánh ác liệt với sư đoàn bộ binh 68 (Đức). Đến cuối ngày, Tập đoàn quân cận vệ 6 còn chiếm thêm được các làng Zybino (???) và Moshenoye (???), phía nam Tomarovka.
Ở phía đông, Phương diện quân Thảo nguyên chuẩn bị giáng đòn quyết định vào Belgorod. Tập đoàn quân 53 tiếp tục xóa sổ các cứ điểm Bodnoye (???) và Krasnoye. Quân đoàn cơ giới cận vệ 1 mở đầu cuộc công kích từ phía bắc đã vòng qua phía tây Belgorod xuống phía nam, nhanh chóng đánh chiếm các cụm chốt đề kháng Streletska (???) và Volkovetska (???), đến cuối ngày đã đột phá vào khu ngoại ô Gryanoye (???) và Repnoye, cắt đứt cả đường bộ lẫn đường sắt Belgorod - Kharkov. Từ sáng ngày 5 tháng 8, Tập đoàn quân 69 đã đột kích trực diện vào thành phố và đến chiều tối đã xuyên xuống ngoại ô phía nam. Tập đoàn quân cận vệ 7 cũng bỏ qua mấy cụm chốt dọc sông Bắc Donets, đột kích vào thành phố từ phía tây. 18 giờ, các tập đoàn quân cận vệ 7 và 69 đã cơ bản chiếm được Belgorod và trong suốt đêm đã tiến hành nhiều trận đánh nhỏ để dập tắt những ổ đề kháng cuối cùng của Sư đoàn bộ binh nhẹ 676 (Đức).

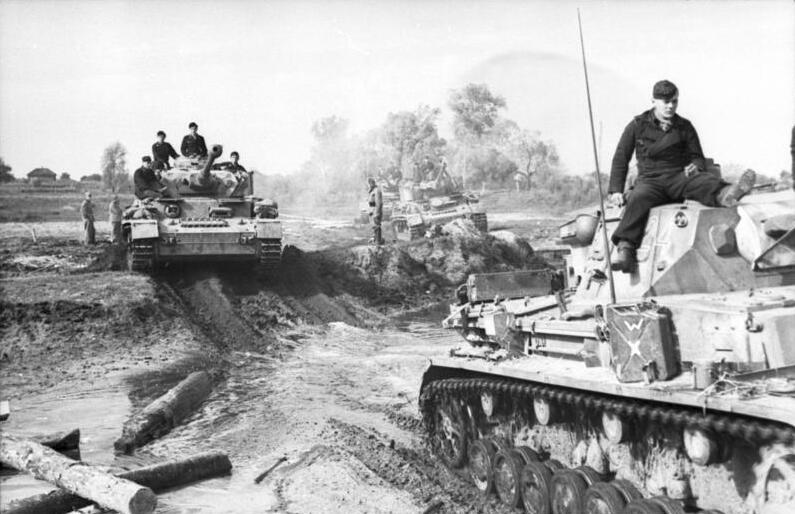
Các xe tăng Panzer IV của quân đội Đức Quốc xã chuẩn bị phản kích

Từ ngày 6 tháng 8, các tập đoàn quân cánh phải của Phương diện quân Voronezh tiếp tục triển khai cuộc phản công theo hình quạt mở rộng ra phía tây và phía nam. Đêm 5 rạng này 6 tháng 8, những ổ đề kháng cuối cùng của sư đoàn bộ binh 68 (Đức) ở phía nam Tomarovka bị Tập đoàn quân cận vệ 6 (Liên Xô) tràn ngập. Đường bộ đến Borisovka đã được mở. Trong ngày 6 tháng 8, đã diễn ra các trận đánh chặn kích của Sư đoàn cơ giới 3 và Sư đoàn xe tăng 19 (Đức) chống lại Tập đoàn quân cận vệ 6 đang tấn công dọc sông Vorskla. Tướng M. E. Katukov kéo Quân đoàn cơ giới 3 (Tập đoàn quân xe tăng 1) sang cánh phải, phối hợp với Quân đoàn cơ giới 8 (Tập đoàn quân cận vệ 6) đánh bật Sư đoàn xe tăng 19 (Đức) khỏi cụm chốt Kryukovo. Bị hở sườn, Sư đoàn cơ giới 3 (Đức) cũng phải bỏ khu phòng thủ Zapobenika (???). Tập đoàn quân cận vệ 6 đã phong tòa khu phòng thủ Borisovka từ phía đông và phía nam, cắt đứt đường bộ Borisovka đi Grayvoron ở Golovchino. Từ căn cứ bàn đạp phía nam Soldatskoye, tướng K. A. Moskalenko hướng đòn tấn công của Tập đoàn quân 40 về phía nam đánh chiếm Krasnopolye (???), Popovka và Slavgorodok (???), hình thành thế vây bọc Borisovka từ phía tây. Tập đoàn quân 27 đánh chiếm trung tâm đề kháng mạnh của Sư đoàn xe tăng 11 (Đức) tại Pisarevka (???), đầu mối giao nhau giữa đường sắt Proletarsky - Zolochev và đường bộ Borisovka - Grayvoron. Đến cuối ngày 6 tháng 8, Tập đoàn quân xe tăng 1 tiếp tục chiếm thị trấn Khotmyzhsk, tiến sâu đến 50 km về phía Bogodukhov. Tập đoàn quân xe tăng cận vệ 5 đánh chiếm Zolochev. Tập đoàn quân 53 đánh chiếm Kazacha Lopal. Cụm quân Đức phòng thủ tại khu vực Belgorod - Kharkov bị chia cắt làm đôi. Các lực lượng còn lại của Tập đoàn quân xe tăng 4 (Đức) bị dồn về phía tây. Cụm tác chiến Kempf ở phía đông đứng trước nguy cơ bị hợp vây.
2 giờ sáng ngày 7 tháng 8, Tập đoàn quân cận vệ 6 tấn công khu phòng thủ Borisovka từ phía Đông, Đông Nam và Nam. Tuy nhiên, từ nửa đêm, các sư đoàn xe tăng, cơ giới và bộ binh Đức đã bỏ Borisovka, chia lực lượng thành những nhóm nhỏ rút về phía nam qua ngả Zozuli, Nikolsky (???) và Golovchino khi tuyến bao vây của quân đội Liên Xô còn bị hở ở nhiều vị trí. Cuộc bao vây của Tập đoàn quân cận vệ 6 không thành công và biến thành một cuộc truy đuổi trong khi các sư đoàn xe tăng và cơ giới Đức liên tục phản kích để mở đường thoát xuống Grayvoron. Đến cuối ngày 7 tháng 8, trong khi Tập đoàn quân cận vệ 6 đánh chiếm khu phòng thủ Borisovka thì Tập đoàn quân 40 (Liên Xô) đã áp sát phía bắc Grayvoron, Tập đoàn quân 27 phát triển sang phía tây Grayvoron. Tàn quân của các sư đoàn bộ binh 10, 34, 75 và Sư đoàn xe tăng 27 (Đức) tiếp tục phải lùi về Trostisnets. Tập đoàn quân không quân 4 (Đức) huy động hơn 300 phi vụ để ngăn chặn Tập đoàn quân xe tăng 1 (Liên Xô) để yểm hộ cho cuộc rút quân. Trong khi Tập đoàn quân xe tăng 1 chưa thể tiến ra Akhtyrka do bị không quân Đức cản đường thì Tập đoàn quân 27 đã tiến quá nhanh lên về phía Kotelva và để hở sườn phải. Khoảng cách giữa Tập đoàn quân xe tăng 1 và Tập đoàn quân 27 đã lên đến 40 km. Đến ngày 8 tháng 8, sư đoàn cơ giới "Großdeutschland" được bổ sung một trung đoàn cơ giới và một trung đoàn bộ binh lấy từ Tập đoàn quân 2 (Đức) đã hội quân với các sư đoàn xe tăng 11, 19 và 29 tại phía tây Bắc Akhtyrka, hình thành một cụm quân xe tăng - cơ giới mạnh bên sườn phải các Tập đoàn quân Liên Xô đang tiến xuống phía nam.

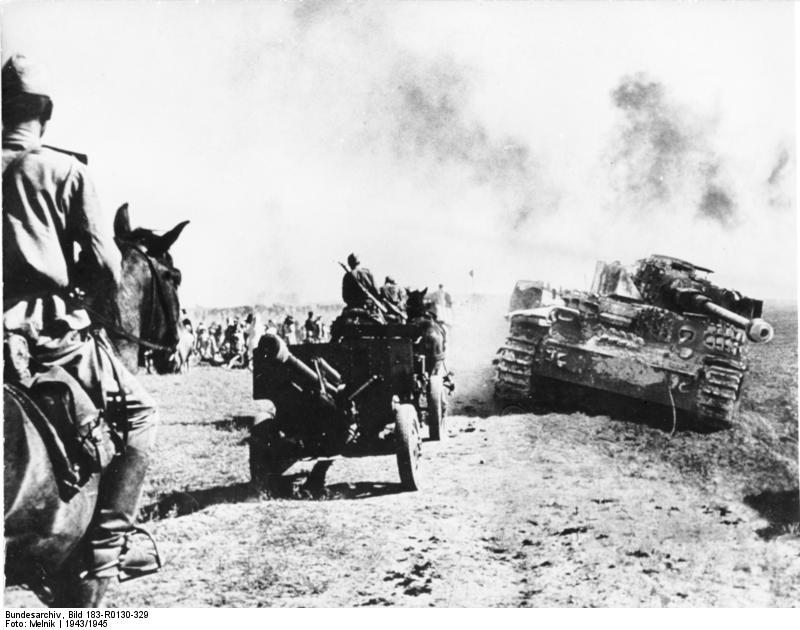
Xe tăng Pz IV (Đức) bị bắn hỏng trên đường tiến công của quân đội Liên Xô

Ở giữa mặt trận, Tập đoàn quân xe tăng cận vệ 5 phải dừng lại một ngày tại Kazacha Lopan và Zolochev để chờ các đơn vị hậu cần và quân nhu kéo lên. Ngày 8 tháng 8, Tập đoàn quân 53 phối hợp với Quân đoàn cơ giới cận vệ 5 đánh chiếm Numovka (???) và Volkhovatka (???), Tây Bắc Kharkov. Ở phía đông, các tập đoàn quân 69 và cận vệ 7 cũng đánh chiếm Zhuralevka (???) và Vesele, và phải dừng lại trước tuyến phòng thủ vòng ngoài của Quân đoàn bộ binh 42 (Đức) ở phía đông và Đông Bắc Kharkov. Trên cánh phải, Tập đoàn quân 38 mở cuộc tấn công theo hướng chung đến Krasnopolye và Vakhne Syrovatka (???) nhưng mọi cố gắng để phá vỡ tuyến phòng thủ phía trước của đối phương trong ngày 8 tháng 8 đều không thành công. Tập đoàn quân 40 tiếp tục tiến lên từ 8 đến 15 km trong ngày, đánh chiếm các cứ điểm lẻ ở Zhigaylovka, Pechyny và Nitsakha, Tập đoàn quân 27 tiếp tục tiến dọc theo hai bờ sông Vorskla đã gặp phải cuộc phản kích mạnh của Sư đoàn cơ giới "Großdeutschland" tại cửa ngõ Akhtyrka. Cuối ngày 8 tháng 8, Tập đoàn quân xe tăng 1 chiếm được Bogodukhov. Không quân Đức Quốc xã ném bom thiêu hủy kho nhiên liệu bị bỏ lại tại nhà ga Bogodukov. Bên cánh trái họ, Tập đoàn quân xe tăng cận vệ 5 phải dừng lại phòng ngự trước các đòn phản kích quyết liệt của Sư đoàn xe tăng 13 (Đức) tại Kazacha Lopan và Zolochev. Sang ngày 9 tháng 8, Tập đoàn quân 38 vẫn tiến quân rất chậm, chỉ vào được khu đệm giữa hai tuyến phòng thủ của Quân đoàn bộ binh 7 Đức sâu từ 3 đến 5 km. Tập đoàn quân 40 cũng phải khắc phục từng mét đường để vượt qua cụm phòng thủ Chernetchina. Riêng Lữ đoàn pháo tự hành 33 đã tiến đến trước cửa ngõ Trostianets nhưng phải dừng lại vì bộ binh không theo kịp. Tướng S. G. Trofimenko đưa tập đoàn quân 27 tiếp tục đột kích sâu đến Kirikovka, ngoại ô phía bắc và phía đông Stary Ryabina (Ryabina), Kupyevakha mà không để ý đến đoạn hở bên sườn phải đã kéo dài thêm hơn 20 km và cách xa Tập đoàn quân xa tăng 1 đến 45 km về phía tây nam. Trong ngày 9 tháng 8, cả hai tập đoàn quân xe tăng 1 và cận vệ 5 đều phải dừng lại để chống trả các đòn phản kích của Quân đoàn xe tăng 3 và sư đoàn xe tăng 13 (Đức) được hàng trăm phi vụ của hai tập đoàn quân không quân 4 và 6 (Đức) yểm hộ. Trưa ngày 9 tháng 8, Tập đoàn quân 57 (Phương diện quân Tây Nam) mới bắt đầu vượt sông Bắc Donets ở Rubezhnoye và tiến rất chậm, đến cuối ngày mới chiếm được hai căn cứ bàn đạp nhỏ phía đông hai thị trấn Peremoga và Stary Saltov.
Ngày 12 tháng 8, tướng Hermann Hoth đã tập trung được những lực lượng cơ bản của Tập đoàn quân xe tăng 4 và các đơn vị tăng cường gồm các sư đoàn xe tăng 11, 19, các sư đoàn cơ giới 3 và "Großdeutschland", sư đoàn bộ binh 1756 và sư đoàn đổ bộ đường không 2 tại khu vực phía tây sông Vorskla giữa Trostianets và Akhtyrka. Ngày 13 tháng 8, cụm quân này vượt sông Vorskla phản công vào sau lưng Tập đoàn quân 27 và Tập đoàn quân cận vệ 6 đang tấn công trên hướng Kotelva. Các đòn phản đột kích mạnh cũng được Quân đoàn xe tăng 2 SS được tăng cường Sư đoàn SS "Wiking" (mới chuyển thành sư đoàn xe tăng ngày 11 tháng 3) thực hiện nhằm vào hai bên sườn Tập đoàn quân xe tăng 1. Do bị phân tán lực lượng xung kích, sau một tuần giao chiến, Tập đoàn quân xe tăng 1 và Tập đoàn quân 27 bị thiệt hại nặng nề và bị đánh bật lên phía bắc từ 15 đến 20 km. Ngày 21 tháng 8, Tổng tư lệnh I. V. Stalin điện hỏa tốc cho tướng N. F. Vatutin, bản sao gửi cho nguyên soái G. K. Zhukov:
| “               | Các sự kiện trong những ngày gần đây cho thấy đồng chí lại mắc lại những sai lầm cũ như trong "Chiến dịch bước nhảy vọt" cả khi xây dựng kế hoạch tấn công cũng như khi thực hiện chiến dịch. Tham vọng tấn công rộng khắp để chiếm nhiều đất đai mà không củng cố vững chắc hai bên sườn các cánh quân xung kích đã dẫn đến phân tán lực lượng, tạo điều kiện cho đối phương đột kích vào hai bên sườn các tập đoàn quân đã tiến xa lên phía trước và tiêu diệt các tập đoàn quân này từng sư đoàn một. Tập đoàn quân xe tăng 1 bị đột kích vào sau lưng ở Alekseyevka và Kovyaghi, Tập đoàn quân cận vệ 6 đang tiến ra Otrada, Vyozovaya, Panasovka đã bị đột kích vào bên sườn hở, Tập đoàn quân 27 bị đột kích từ sau lưng. Các lực lượng của ta phải chịu những tổn thất khá lớn không đáng có và mất lợi thế tấn công Kharkov. Một lần nữa, tôi buộc phải chỉ ra cho đồng chí thấy rõ những khuyết điểm đã mắc phải và tái phạm nhiều lần khi tiến hành chiến dịch... Tôi yêu cầu không phân tán, không say mê với nhiệm vụ từ Poltava đánh quặp vào Kharkov mà phải tập trung lực lượng tiêu diệt cụm quân Đức ở Akhtyrka, nhiệm vụ quan trọng nhất phải được hoàn thành trong những ngày tới đây. | ” |
| — I. V. Stalin, | |   |

Những thất bại của Phương diện quân Voronezh đã làm cho Phương diện quân Thảo nguyên phải hoãn đi hoãn lại hai lần cuộc tấn công cuối cùng vào Kharkov vì Tập đoàn quân xe tăng cận vệ 5 phải điều Quân đoàn xe tăng 18 chi viện cho Tập đoàn quân xe tăng 1 giữ tuyến phòng thủ dọc đường sắt Zolochev - Kharkov và đường bộ Bogodukhov - Kharkov ở Tây Nam Kharkov. Chỉ đến ngày 18 tháng 8, khi các đòn phản công của Cụm tập đoàn quân Nam (Đức) đều bị chặn lại, cuộc tổng công kích vào Kharkov mới được mở lại.

### Giải phóng Kharkov

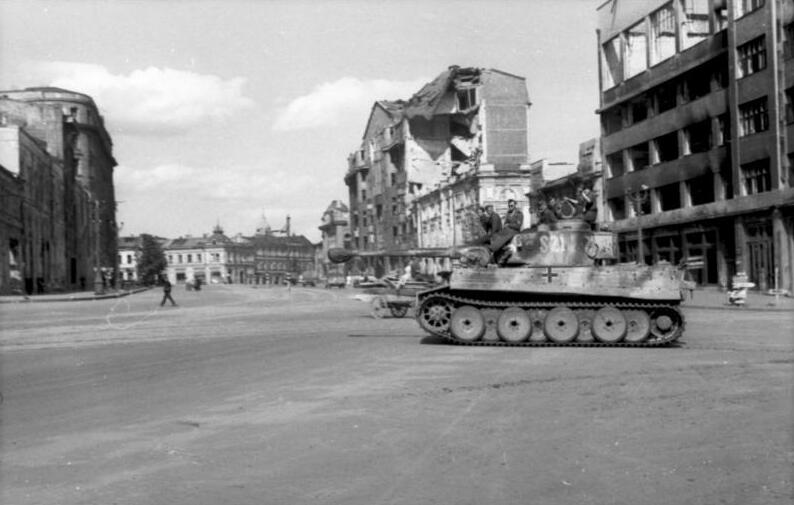
Xe tăng Tiger I (Đức) phòng thủ trên quảng trường Dzerzhinsky, trung tâm Kharkov, tháng 8 năm 1943

Ngày 17 tháng 8, trong một cố gắng để ổn định lại tuyến mặt trận, các tập đoàn quân 38, 40 và 47 phát động một cuộc tấn công về phía tây tuyến Krasnopolye, Boromlya, Trostianets, đánh vào sau lưng cánh quân xe tăng Đức đang phản kích vào sườn phải các tập đoàn quân cận vệ 4 và 6. Sau trận pháo kích mở màn lúc 7 giờ, cả ba tập đoàn quân đều xuất phát tấn công và đến trưa, đã phá vỡ tuyến phòng ngự của Quân đoàn bộ binh 7 Đức một đoạn 30 km từ Bezdryk đến Velikaya Istopol (???). Đến cuối ngày, tuyến đường sắt từ Sumy đi Trostyanets đã nằm trong tay quân đội Liên Xô. Tập đoàn quân 47 đã chiếm Trostianets và vòng xuống phía nam đánh vào hậu cứ Tập đoàn quân xe tăng 4 (Đức). Bị đòn phản kích bất ngờ, tướng Hermann Hoth phải bỏ dở cuộc công kích vào Bogodukhov, rút các sư đoàn xe tăng 11, 19, các sư đoàn cơ giới 3 và "Großdeutschland" xuống phía nam theo dọc sông Merla. Mối nguy hiểm đe dọa sườn phải của các tập đoàn quân xe tăng cận vệ 1 và 5 đã được gỡ bỏ. Tại mặt trận Kharkov, Các tập đoàn quân 53, 69 và cận vệ 7 đã áp sát tuyến phòng thủ vòng ngoài phía bắc Kharkov từ 10 đến 14 km. Tập đoàn quân xe tăng cận vệ 5 vẫn chưa vượt qua được Cụm chốt Dergachi án ngữ con đường sắt Belgorod - Kharkov. Ở hướng Đông, Tập đoàn quân 57 đã tổng công kích vào tuyến phòng thủ của quân đoàn 42 (Đức) đánh chiếm các cụm phòng thủ Udar - Ternovo (Ternova), Lizogubovka, Lyalyuki (???) và Vasischevo, vượt qua tuyến phòng thủ vòng ngoài của quân Đức ở phía tây Kharkov. Tướng Werner Kempf buộc phải điều Sư đoàn cảnh binh SS ở Kharkov và Sư đoàn bộ binh 355 ra vá các lỗ thủng lớn trên phòng tuyến thứ hai nhưng vẫn không lấy lại được các cụm chốt Lyalyuki và Vasischevo.

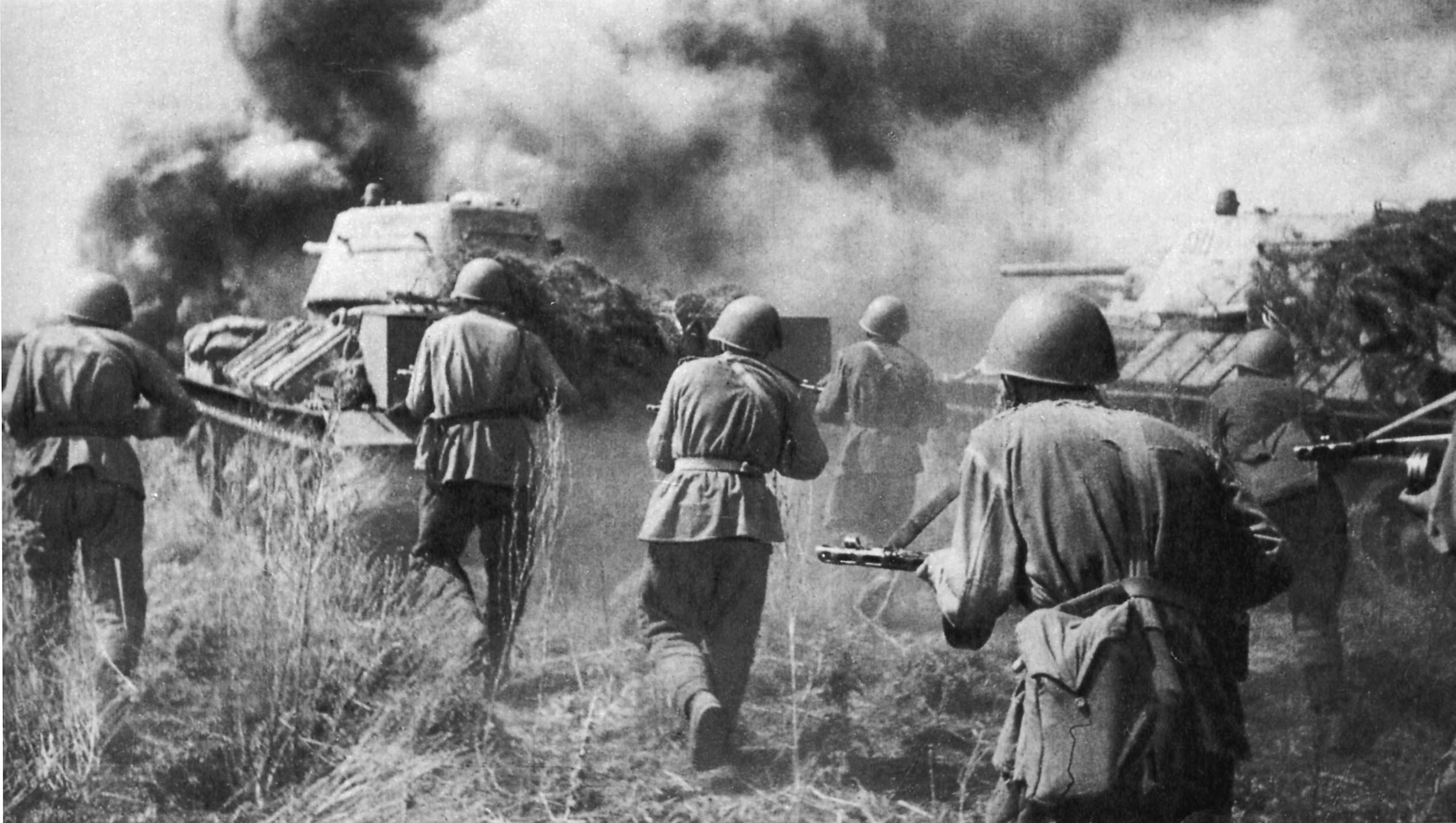
Quân đội Liên Xô tiến về Kharkov

Ngày 18 tháng 8, cuộc phản công của Tập đoàn quân xe tăng 4 (Đức) đã suy yếu, các tập đoàn quân 38, 40, 47 tiếp tục tiến sâu về phía tây từ 20 đến 25 km làm chủ bờ đông sông Psyol, đánh chiếm Lebedyn, áp sát Sumy, Gadyach và Zenkov. Tập đoàn quân 27 đột phá vào tuyến Akhtyrka, Kotelva và Krasnokutsk không thành công bởi đòn phản kích của các sư đoàn xe tăng 6 và 3 SS vào hai bên sườn, đến ngày 19 tháng 8 phải rút về phòng thủ tại Kaplunovka. Tập đoàn quân cận vệ 4 đã không tích cực phối hợp đột kích vào bên sườn các sư đoàn xe tăng Đức, để cho các sư đoàn này tự do công kích suốt dọc đường rút lui làm cho Tập đoàn quân 27 bị thiệt hại nặng. Tướng Kulik, tư lệnh Tập đoàn quân cận vệ 4 bị cách chức. Trên hướng Kharkov, Tập đoàn quân 57 của tướng N. A. Gaghen vẫn kiên trì đột phá khu phòng thủ Rogan. Tập đoàn quân 69 đã đánh chiếm Liptsy và tiến sát tuyến phòng thủ thứ ba của Quân đoàn 42 (Đức) ở Tsyrkuny. Ở phía bắc và phía tây Kharkov, lúc 6 giờ sáng, Tập đoàn quân 53 được phối thuộc Quân đoàn cơ giới cận vệ 1 mở đầu cuộc tấn công từ phía tây Bắc vào Kharkov. Chiều 18 tháng 8, các sư đoàn bộ binh 252, 299 và sư đoàn bộ binh cận vệ 14 đã đánh chiếm hai điểm cao 197,3 và 208,6 ở làng Peresechnaya. Từ hai điểm cao này, pháo binh Liên Xô đã có thể đặt toàn bộ nội đô thành phố trong tầm hỏa lực bắn thẳng.
Ngày 19 tháng 8, Tập đoàn quân xe tăng cận vệ 5 vòng xuống phía tây nam, đánh chiếm các làng Korotych và Pokhotilovka (???) để chặn đường rút của quân Đức trong thành phố sang Lyubotin và xuống Merefa. Tập đoàn quân 57 cũng đánh chiếm Chuguyev, Rogan và Bezlyudivka, áp sát Kharkov từ hướng Đông Nam. Tướng Hermann Hoth điều Sư đoàn xe tăng 3 SS "Totenkopf" phản kích vào Konstantinovka để giảm sức ép cho Quân đoàn 42, phần còn lại của Quân đoàn Raus và Quân đoàn xe tăng 3 đang phòng thủ Kharkov nhưng đến chiều 19 tháng 8, sư đoàn này đã bị Quân đoàn xe tăng 18 (Tập đoàn quân xe tăng cận vệ 5) đánh bật trở lại Lyubotin. Cụm chốt Konstantinovka được giao cho sư đoàn bộ binh 355 (Đức) đã nằm giữa vòng vây của tập đoàn quân 57 (Liên Xô). Ngày 20 tháng 8, các tập đoàn quân 53 và 69 đã cơ bản giải quyết xong tuyến phòng thủ thứ hai của quân Đức tại Peresechnaya, Gavrilovka, Kuryazanka. Chiều muộn ngày 20 tháng 8, Quân đoàn cơ giới cận vệ 5 của Tập đoàn quân xe tăng cận vệ 5 chỉ còn cách Kharkov 12 km về phía tây nam.

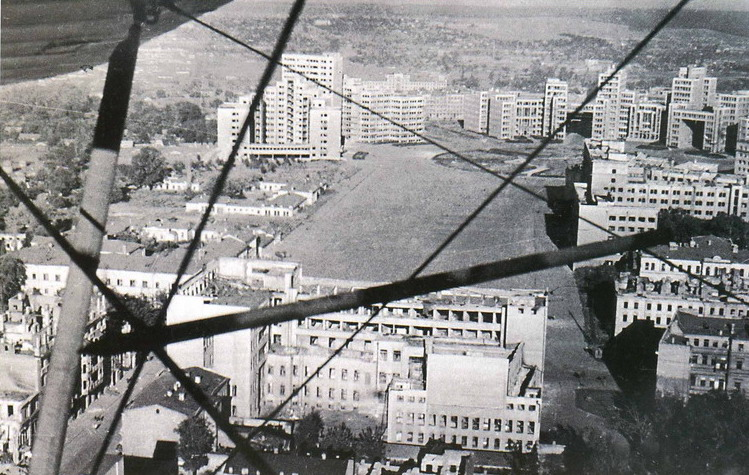
Quảng trường Dzerzhinsky, Kharkov sau ngày giải phóng

Ngày 22 tháng 8, Quân đội Liên Xô bắt đầu trận tổng công kích vào Kharkov. Tập đoàn quân xe tăng 5 từ Korotych tấn công xuống Tây Nam nhằm cắt đứt con đường sắt Kharkov qua Merefa đi Krasnograd. Theo yêu cầu của tướng Werrner Kempf, tướng Hermann Hoth điều cả ba sư đoàn xe tăng SS "Totenkopf", "Das Reich" và "Wiking" tập kích quyết liệt để ngăn chặn Tập đoàn quân xe tăng 5, mở một hành lang chỉ rộng 2 km dọc đường sắt phía nam Kharkov để rút tàn quân của Cụm tác chiến Kempf khỏi thành phố. Từ phía bắc, Các tập đoàn quân 53 và 69 tấn công từ Kuryzanka vào nhà máy "Tháng Mười", đánh chiếm khu vực Bolshaya Danilovka phía tây Bắc thành phố. Tập đoàn quân cận vệ 7 cũng công kích thành phố từ hướng Đông. Tập đoàn quân 57 đánh chiếm khu Bezlyudivka phía đông nam thành phố sau khi khắc phục được cụm chốt Konstatinovka của quân Đức. Tướng Werner Kempf và sở chỉ huy cụm tác chiến đã rút khỏi Kharkov từ mờ sáng ngày 22 tháng 8 nhưng vẫn để lại một tốp sĩ quan chỉ huy đóng tại tòa thị chính thành phố liên tục phát ra các mệnh lệnh yêu cầu các ổ đề kháng của Quân đoàn 42 phải chiến đấu đến cùng.
12 giờ trưa ngày 23 tháng 8, các sư đoàn bộ binh 28, 84, 89, 116, 252 và 299 của Tập đoàn quân 53, các sư đoàn 93, 183 và 375 của Tập đoàn quân 69, sư đoàn 15 của Tập đoàn quân cận vệ 7 đã tỏa ra đánh chiếm các mục tiêu quan trọng trong thành phố. Cuộc tảo thanh các ổ đề kháng cuối cùng của quân đội Đức Quốc xã còn kéo dài đến tối 23 tháng 8. Quân đội Liên Xô đã hoàn thành mục tiêu của Chiến dịch Thống soái Rumyantsev.

## Kết quả, đánh giá và ảnh hưởng

Tượng đài kỷ niệm ngày giải phóng Kharkov (23 tháng 8)

### Kết quả
Sau 21 ngày tấn công trên chính diện mặt trận có chiều rộng từ 300 đến 400 km, chiều sâu chiến dịch có nơi đạt trên 160 km, quân đội Liên Xô đã thu hồi được hơn 70.000 km vuông lãnh thổ trong đó có thành phố Kharkov. Tốc độ tấn công trung bình mỗi ngày đạt 7 km đối với các quân đoàn bộ binh và từ 10 đến 15 km đối với các quân đoàn xe tăng - cơ giới.
Do tầm quan trọng địa quân sự, địa kinh tế có ý nghĩa chiến lược của nó, khu vực Belgorod - Kharkov là nơi diễn ra nhiều xung đột quân sự lớn của quân đội Liên Xô và quân đội Đức Quốc xã trong Chiến tranh Xô-Đức với 4 chiến dịch lớn và hàng chục hoạt động quân sự đáng kể chỉ trong 2 năm (từ tháng 9 năm 1941 đến hết tháng 8 năm 1943). Tổng số binh lực của cả hai bên được tham gia các chiến dịch lớn tại khu vực Belgorod - Kharkov đạt hơn 4 triệu lượt người, hàng trăm nghìn đơn vị vũ khí hạng nặng (gồm xe tăng, pháo tự hành, pháo xe kéo, súng cối...) và hàng vạn máy bay. Sau chiến tranh, toàn bộ khu vực Oryol, Kursk và Kharkov được cả thế giới biết đến như một "nghĩa trang vũ khí". Để giành lại được vùng công nghiệp Kharkov trong chiến tranh Xô-Đức, quân đội Liên Xô đã phải trả giá rất đắt về người và vũ khí, phương tiện. Tuy nhiên, nhờ khả năng tổ chức tốt và tiềm lực kinh tế quốc phòng được phục hồi cuối năm 1942 và phát triển nhanh chóng trong năm 1943, quân đội Liên Xô vẫn còn đủ sức mạnh để nắm chắc quyền chủ động chiến lược đã giành được và tiếp tục phát triển tấn công toàn diện về phía tây trong mùa đông 1943-1944. Ngoài tổn thất về binh lực và vũ khí, Phương diện quân Voronezh cũng tổn thất vị phó tư lệnh, thượng tướng Yosif Rodionovich Apanasenko, ông bị tử thương trong một trận ném bom của không quân Đức Quốc xã ngày 5 tháng 8 năm 1943, khi quân đội Liên Xô vừa chiếm được Belgorod.

### Đánh giá
Mặc dù đã đánh thiệt hại nặng Tập đoàn quân xe tăng 4 và Cụm tác chiến Kempf (Đức), chiếm được Kharkov và một số bàn đạp có ý nghĩa rất quan trọng để tạo đà cho các trận đánh tiếp theo tiến đến sông Dniepr nhưng chiến dịch Belgorod-Kharkov của quân đội Liên Xô vẫn chưa phải là một chiến dịch thành công mỹ mãn. So với giai đoạn phòng ngự, các chiến dịch giai đoạn phản công của trận Kursk, chiến dịch Belgorod-Karkov diễn ra không thật sự suôn sẻ với một số sai lầm về chiến thuật. Nếu như Phương diện quân Trung tâm hầu như không có thời gian để trinh sát chiến dịch và chuẩn bị cho cuộc phản công thì Phương diện quân Voronezh có được thời gian tối thiểu khoảng mười ngày (từ ngày 23 tháng 7 đến ngày 2 tháng 8) để tiến hành trinh sát chiến đấu. Không tính đến Phương diện quân Thảo nguyên phải dành phần lớn thời gian để chuyển các đơn vị và phương tiện ra tuyến trước, trinh sát của cả hai phương diện quân Voronezh và Tây Nam đều chậm phát hiện việc Cụm Tập đoàn quân Nam (Đức) lấy quân của Tập đoàn quân xe tăng 1 và Cụm tác chiến Hollidt tăng cường cho Tập đoàn quân xe tăng 4 và Cụm tác chiến Kempf; chỉ phát hiện được một vài sư đoàn bộ binh mới (gồm chủ yếu là tân binh) được điều từ nước Đức sang mặt trận phía đông nhưng lại không xác định được vị trí tập kết của các đơn vị này. Vì vậy, sau thắng lợi bước đầu rất nhanh chóng và áp đảo ở Belgorod, tốc độ tiến công của Phương diện quân Voronezh giảm rõ rệt mặc dù nắm trong tay hai tập đoàn quân xe tăng vừa được bổ sung sau giai đoạn phòng ngự.
Sai lầm rõ rệt nhất thuộc về các sĩ quan tình báo trong Bộ tham mưu Phương diện quân Voronezh và bản thân tư lệnh Phương diện quân N. F. Vatutin. Trinh sát của Phương diện quân đã không phát hiện được cụm xe tăng Đức gồm những đơn vị còn lại của Tập đoàn quân xe tăng 4 đã rút về tập trung tại phía tây và phía nam Akhtyrka, phối hợp với các sư đoàn được tăng viện từ Tập đoàn quân xe tăng 1 chuẩn bị phản kích ngày 13 tháng 8 dẫn đến cuộc rút quân nhanh chóng khỏi hai khu vực vừa chiếm được ở phía trước Valky và Kotelva với những thiệt hại không nhỏ của Tập đoàn quân 27 và Tập đoàn quân xe tăng 1. Việc ham tấn công trên diện rộng của tướng N. F. Vatutin mà không để ý đến tình trạng hao quân của các tập đoàn quân phía trước cũng như không chú ý xiết chặt các "mối nối" giữa các đơn vị tiếp giáp nhau đã làm cho các tập đoàn quân này bị hở sườn không chỉ một lần và quân đội Đức Quốc xã đều nhanh chóng phát hiện các điểm yếu này để phản kích. Tốc độ tấn công không đều của các tập đoàn quân Liên Xô cũng là một trong những nguyên nhân làm cho một số đơn vị tiến quá xa lên phía trước bị hở lưng. Đây cũng là sai lầm mà tướng N. F. Vatutin đã từng mắc trong chiến dịch Bước nhảy vọt rất không thành công hồi cuối mùa xuân năm 1943. Mặc dù về cuối chiến dịch, sai lầm này đã được khắc phục nhưng vẫn để lại những hậu quả thương vong không đáng có cho Phương diện quân Voronezh đúng như bức điện ngày 21 tháng 8 của Bộ Tổng tư lệnh Liên Xô đã nêu rõ.
Đối với quân đội Đức Quốc xã, sai lầm lớn nhất của thống chế Erich von Manstein là đã không dứt khoát giữa giữ đất và giữ quân. Vị trí đầu cầu ở Belgorod chỉ có lợi khi sử dụng làm bàn đạp tấn công nhưng lại là tiền đồn rất dễ bị cắt rời khỏi những lực lượng cơ bản trên cánh Bắc của Cụm tập đoàn quân Nam. Sự trì hoãn rút quân của Adolf Hitler cũng là một trong những nguyên nhân làm cho quân Đức phải chịu thêm một trận thua thiệt ở khu vực Belgorod-Kharkov khi mãi đến ngày 15 tháng 8, ông ta mới ra lệnh rút về chuẩn bị phòng tuyến "Chiến lũy phía đông" trên tuyến sông Dniepr. Trong khi đó thì cả cả tám phương diện quân Liên Xô đã chuẩn bị xong binh lực để tổng phản công vào cánh Nam Cụm tập đoàn quân Trung tâm và toàn bộ Cụm tập đoàn quân Nam (Đức) đã bị tiêu hao nặng. Không đợi đến khi chiến dịch Belgorod-Kharkov đi đến hồi kết, ngày 16 tháng 8, các phương diện quân Tây Nam và Nam đã mở ngay chiến dịch Donbas, đánh chiếm toàn bộ vùng hạ lưu sông Donets, các khu công nghiệp Donbas và Donets, đẩy trận tuyến đến sông Dniepr.

### Ảnh hưởng
Chiến dịch Belgorod-Kharkov là dấu chấm cuối cùng cho toàn bộ trận Kursk, trận đánh lớn thứ ba giữa quân đội Liên Xô và quân đội Đức Quốc xã tại mặt trận phía đông kể từ ngày bắt đầu chiến tranh Xô-Đức. Cùng với Chiến dịch Kutuzov, chiến dịch này đã thanh toán được mối nguy cơ bên sườn các phương diện quân Liên Xô đã bắt đầu tấn công hướng về tuyến sông Dniepr từ ngày 13 tháng 8 và mở màn cho cuộc tổng tấn công của quân đội Liên Xô trên toàn bộ cánh Nam mặt trận Xô-Đức, đánh dấu sự khởi đầu giai đoạn ba của cuộc Chiến tranh vệ quốc vĩ đại, giai đoạn tấn công liên tục của quân đội Liên Xô kéo dài thêm 21 tháng nữa để đưa cuộc chiến tranh thế giới thứ hai ở châu Âu về nơi mà nó xuất phát: nước Đức Quốc xã. Đối với quân đội Đức Quốc xã, chiến dịch Belgorod-Kharkov cũng như chiến dịch Kutuzov là hai đòn kiểm nghiệm hiệu quả của giai đoạn phòng ngự trong trận Kursk và nó chứng tỏ một điều chắc chắn rằng, quân đội Đức Quốc xã đã chịu những tổn thất nặng nề gần giống như trận Stalingrad và gần như không còn khả năng phục hồi sức mạnh ban đầu. Thống chế Erich von Manstein thừa nhận:
| “                     | Từ tình hình này, tôi kết luận rằng chúng ta không thể giữ được Donbass vì không có sẵn những lực lượng dự bị. Ngoài ra, một nguy cơ còn lớn hơn đang đe dọa toàn bộ sườn phía nam của Mặt trận phía đông đã được đối phương tạo ra trên sườn phía bắc của Cụm tập đoàn quan Nam. Tập đoàn quân xe tăng 4 và Tập đoàn quân 8 không thể chịu nổi sức tấn công rất mạnh của đối phương theo hướng chung đến sông Dniepr | ” |
| — Erich von Manstein, | |   |

Còn tướng Heinz Guderian, tổng thanh tra các lực lượng xe tăng - thiết giáp Đức thì đưa ra nhận xét:
| “                 | Từ thời điểm này trở đi, mặt trận phía đông sẽ không còn lấy một ngày yên tĩnh | ” |
| — Heinz Guderial, |                                                                                |   |

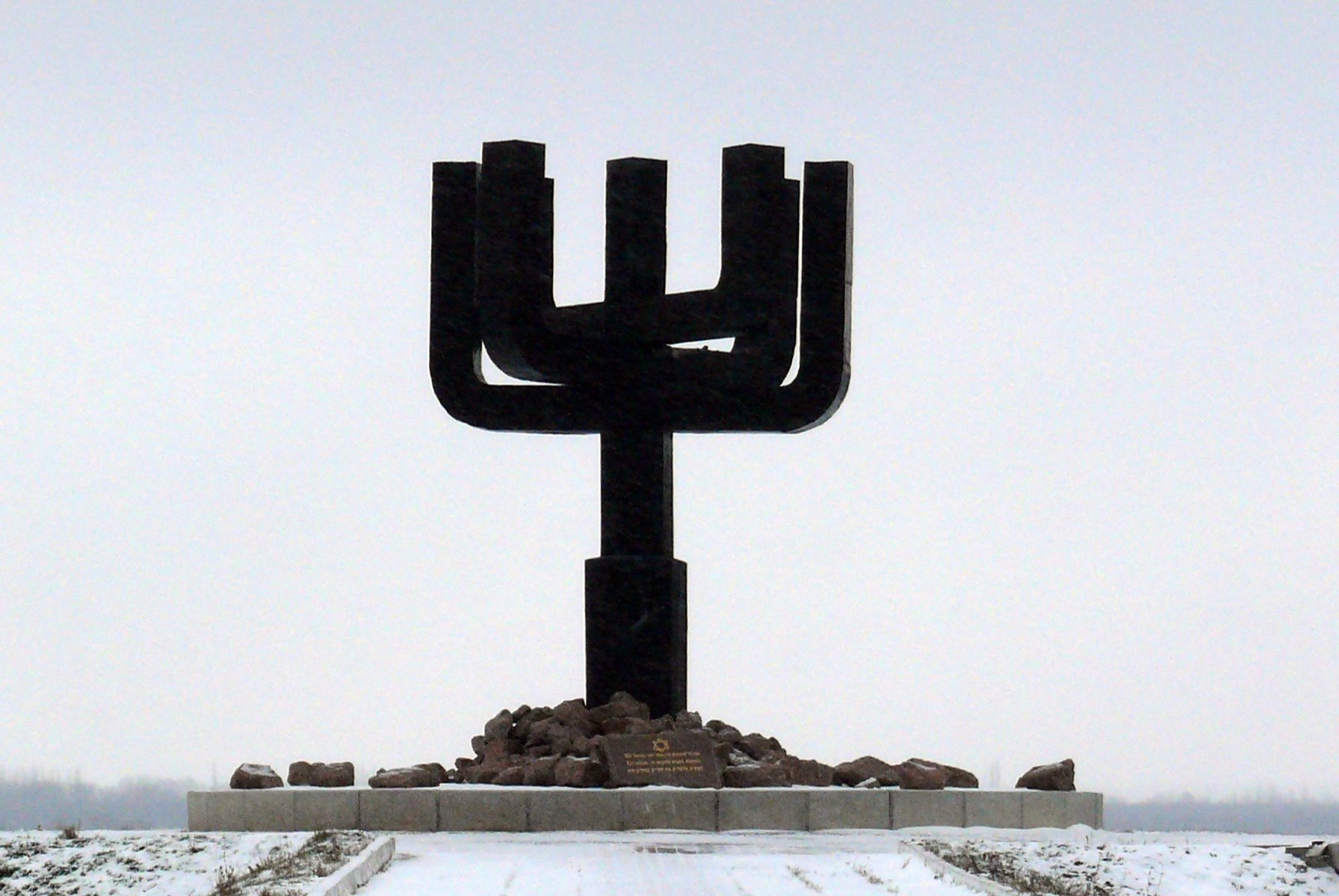
Đài tưởng niệm nạn nhân của chế độ Quốc xã tại Drobitskiy, Kharkov

Chiến tranh đã để lại nhiều ảnh hưởng nặng nề với thường dân trong khu vực chiến sự. Tại Belgorod, công binh Liên Xô phải mất ba tháng liền sau trận đánh để gỡ đi hơn 50.000 quả mìn của quân Đức gài lại. Hàng chục năm sau chiến tranh, một vài quả mìn chưa gỡ hết vẫn tiếp tục phát nổ và gây thương vong. Các nhà máy nông sản thực phẩm và cơ khí nông nghiệp tại Belgorod đều bị phá hủy. Chỉ duy nhất một nhà máy sản xuất bia còn hoạt động. Các cây cầu bắc qua sông Bắc Donets và Vezelky đều bị đánh sập. 3.240 ngôi nhà của thành phố bị phá hủy hoàn toàn. Khi Tập đoàn quân cận vệ 7 vào Belgorod, cả thành phố chỉ còn lại 150 người dân.
Trong 5 tháng cuối cùng của quân đội Đức Quốc xã tại Kharkov, mọi thứ đều bị hủy hoại và cướp phá. Hàng trăm tòa nhà tốt nhất bị đốt cháy và phá hủy. Đường ray xe điện bị bóc gỡ, đồ gỗ ở các cửa hàng bị đem ra làm củi. Tại quân y viện ở thị trấn Klinichesk, hơn 450 thương binh Liên Xô bị quân đội Đức Quốc xã bắn chết, xác họ bị vứt tung tóe khắp nơi. Trước chiến tranh, Kharkov có 1.000.000 dân, giờ chỉ còn 190.000 người. Theo số liệu chưa đầy đủ, các đơn vị SS và Gestapo của Đức Quốc xã đã giết chết hơn 60.000 người trong các trại tập trung, 150.000 người khác bị bắt và bị đưa về Đức. 10.271 người Do Thái, trong đó hơn 75% là phụ nữ, người già và trẻ em tại Kharkov lần lượt bị quân đội Đức Quốc xã bỏ đói đến chết. Đỉnh điểm là trong tháng 7 và tháng 8 năm 1943, quân đội Đức Quốc xã đã hành quyết khoảng 20.000 người dân Kharkov tại Drobitsky. Năm 1991, người ta đã xây dựng tại đây một đài tưởng niệm những nạn nhân của chế độ Quốc xã.

### Tác giả Anh và Hoa Kỳ
- David M. Glantz, Harold Steven Orenstein, The battle for Kursk, 1943: the Soviet General Staff study, Taylor & Francis, 1999. ISBN 0-7146-4493-5, ISBN 978-0-7146-4493-6
- David M. Glantz, Colossus Reborn: The Red Army At War, 1941-1943. — Lawrence (Kansas): University Press Of Kansas, 2005, ISBN 978-5-699-31040-1
- David M. Glantz, From the Don to the Dnepr: Soviet offensive operations, December 1942-August 1943, Routledge, 1991 ISBN 978-0-7146-3350-3
- George M Nipe Jr, JJ Fedorowicz, Decision in the Ukraine Summer 1943 II SS & III Panzerkorps, Publishing Inc. 1996
- Steven H. Newton, Panzer Operations The Eastern Front Memoir of General Raus 1941-1945, 2003

### Tác giả Đức
- Karl Heinz Frieser, Deutsche Das Reich Und Der Zweite Weltkrieg, Deutsche Verlags-Anstalt GmbH, 2007. ISBN 3-421-06235-8, ISBN 978-3-421-06235-2
- Erich von Manstein, Verlorene Siege. — Bonn, 1955
- Friedrich Wilhelm von Mellenthin, Panzer battles 1939-1945: A study of the employment of armour in the second world war. — 2nd edition, enlarged. — London, 1956.
- Erhard Raus, Steven H. Newton, Panzer operations: the Eastern Front memoir of General Raus, 1941-1945
- Heinz Guderian, Erinnerungen eines Soldaten. — Heidelberg, 1951
- Müller Norbert, Wehrmacht und okkupation 1941-1944. — Berlin, Deutscher Militärverlag, 1971

### Tác giả Nga và Ukraina
- Жуков Георгий Константинович, Воспоминания и размышления. В 2 т. — М.: Олма-Пресс, 2002.
- G. K. Zhukov. Nhớ lại và suy nghĩ. Tập 3. Nhà xuất bản Quân đội nhân dân. Hà Nội. 1987. (tiếng Việt)
- S. M. Stemenko. Bộ Tổng tham mưu Xô Viết trrong chiến tranh. Tập 1. Nhà xuất bản Tiến Bộ. Moskva. 1985. (tiếng Việt)
- Иван Степанович Конев, Записки командующего фронтом. — М.: Наука, 1972.
- Павел Алексеевич Ротмистров, Стальная гвардия. — М.: Воениздат, 1984.
- Арсений Васильевич Ворожейкин, Над Курской дугой. — М.: Воениздат, 1962.
- Иван Васильевич Тимохович[liên kết hỏng], Советская авиация в битве под Курском. — М.: Воениздат, 1959.
- Михаил Ефимович Катуков, На острие главного удара. — М.: Воениздат, 1974.
- Кирилл Семёнович Москаленко, На Юго-Западном направлении. 1943-1945. Воспоминания командарма. Книга II. — М.: Наука, 1973.
- Н.М. Замятин, П.С. Болдырев, Ф.Д. Воробьев, Н.Ф. Артемьев, И.В. Паротькин, Битва под Курском, М.: Воениздат, 1945.
- Петр Андриянов, Советские танковые войска 1941-1945. — М.: Воениздат, 1973.
- А. Скоробогатов, ОУН у Харкові за часів окупації (1941—1943), Укр. іст. журн. — 1999 (tiếng Ukraina)